# مشروبات وظيفية

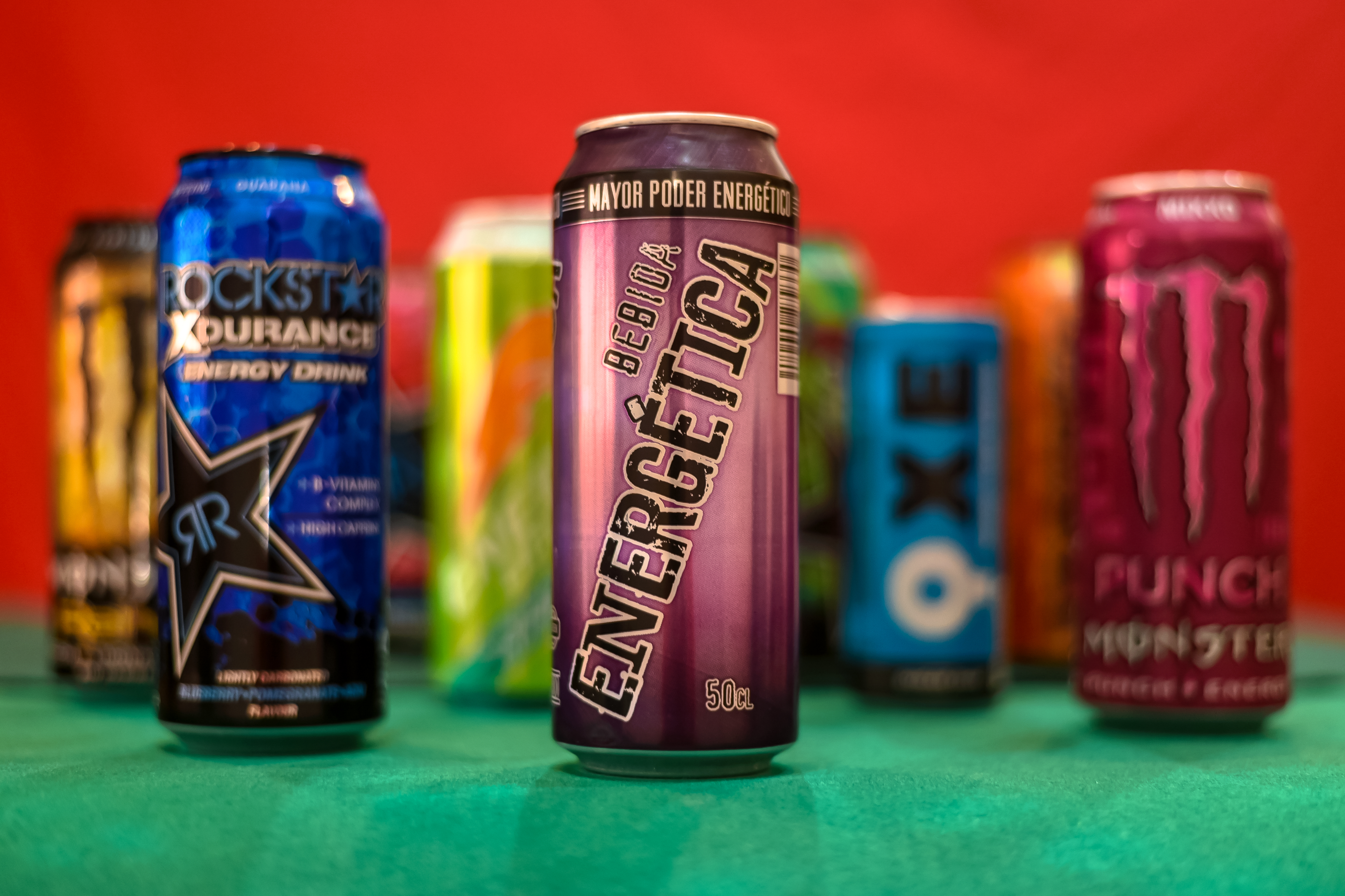
مشروبات

المشروب الوظيفي: هو مشروب أعد بشكل نموذجي للحصول على فوائد صحية. ويحتوى بعضها على مكونات مثل الأعشاب أو الفيتامينات أو المعادن أو المنشطات أو الأحماض الأمينية أو فاكهة أو خضروات إضافية غير مطهية. (يحتاج لاستشهاد أو مرجع)
من أمثلة المشروبات الوظيفية المشروبات الرياضية ومشروبات تحسين الأداء ومشروبات الطاقة وأنواع الشاي سابق الإعداد والمشروبات المنشطة للذهن (شاين +) ومشروب الفاكهة المحسن ومشروب الصويا والمياه المحسنة 

## الانتشار
انتشرت المشروبات الوظيفية بين الناس الذين يرغبون في الحصول على مزايا صحية محددة من الأطعمة والمشروبات التي يتناولونها. بحيث أصبحتا الراحة والصحة تمثلان عاملين أساسيين عند اتخاذ المستهلك لقرار شراء الأطعمة والمشروبات. ويتم الترويج للمشروب الوظيفي بأن له العديد من المزايا الصحية. فعلى سبيل المثال، يدعى البعض أنه يحسن صحة القلب والجهاز المناعى والهضم والمفاصل بينما يروج الأخرين لأنفسهم بأنه يساعدهم على الإشباع حتى الثمالة ويحفز طاقتهم.

## الصناعة
تعد صناعة المشروبات الوظيفية صناعة ثانوية لصناعة الغذاء الوظيفي وصناعة المشروبات غير الكحولية. ويعتبر أكثر القطاعات نموًا جزئيًا في هذه الصناعة بسبب تطور قطاع المشروبات الغازية الخفيفة وقيام شركات الأغذية والمشروبات الكبيرة بضخ استثمارات كبيرة. وربما يرجع نمو الصناعة أيضًا إلى نظام السوق الاستهلاكية الموجة بحاجة المستهلك التي تتأتى فيه الأفكار الخلاقة من المستهلك. ففي عام 2008، بلغت الحصة السوقية للمشروب الوظيفي 48.9 % من الصناعات غير الكحولية في الولايات المتحدة والبالغ إجمالها 118.3 مليار دولار أمريكي.
في عام 2006، ارتفع معدل دخل الفرد من استهلاك المشروبات الوظيفية إلى 66.4 جالون، بينما شهد قطاع المشروبات الغازية الخفيفة انخفاضًا في نصيب الفرد من الاستهلاك وصل إلى 50.4 جالون (انخفض متوسط نصيب الفرد من الاستهلاك من 192.5 جالون في عام 2006).

## السوق
تنافس صناعة المشروبات الوظيفية في العموم باستخدام أربع استراتيجيات رئيسية هي:
1.	الترويج للمنتج باعتباره صحى وفريد، عن طريق تمييزه بوضوح عن المنتجات المثيلة وتحديد الجوانب الصحية وتأكيد وجود مكونات صحية طبيعية.
2.	التفكير في توسيع خطوط إنتاج الماركات الحالية. على سبيل المثال، وسعت شركة نستلة خط إنتاجها القوى وذلك بإضافة خط احتياجات الأطفال الأساسية وبالتالي وسعت خط الإنتاج الذي يركز على احتياجات الراشدين ليشمل سوق جديدة (الأطفال).
3.	تنافس الشركات الكبيرة لنيل حصة في السوق وذلك عن طريق الاستحواذ على الشركات الأصغر والتي يمكن أن تملك قطاعًا معينًا من السوق. على سبيل المثال، اشترت كوكاكولا جلاسيو من شركة إنيرجى براندز وكذا شركتى أودويل وفيوز بافيرج من مؤسسهم الرئيسي لزيادة الحصة السوقية لشركة كوكاكولا.
4.	استكشاف ماركات جديدة من المشروب الوظيفي وذلك بتحديد الأسواق والاحتياجات الجديدة.
تقسم قطاعات سوق صناعة المشروب الوظيفي إلى أربعة أجزاء رئيسية؛ تشمل المشروبات المرطبة ومشروبات الطاقة/المجددة للحيوية ومشروبات الصحة والعافية ومشروبات إنقاص الوزن. لكل قطاع سوق منها سوقها المستهدف ومستهلكيها. وقد يحدث تداخل بين المستهلكين المستهدفين ويرجع هذا لتقبل المستهلك للمشروب الوظيفي وليس لحاجات السوق غير المحددة.

## الاعتبارات الصحية
ينشغل خبراء الصحة بزيادة الاستهلاك ومدى شعبية المشروب الوظيفي. فعلى الرغم من أن هذه المشروبات تساعد في ترطيب جسم الشخص إلا أنها قد لا تتمكن من التخفيف من حدة المشكلات الصحية الرئيسية المنتشرة حاليًا، مثل السمنة وأمراض القلب والسرطان أو حتى معالجة. فمعظم المشروبات الوظيفية مشروبات محلاة، ومن المعروف أن تناول المشروبات المحلاة يرتبط بزيادة معدلات السمنة وأمراض القلب. بحيث يحتوى معظمها على كميات كبيرة من السكر وبالتالي سعرات حرارية، وذلك يزيد الجهد وكمية السعرات الحرارية التي يتناولها الفرد. وعليه فإن هذه المكونات تشكل خطرًا صحيًا لما تحتويه من (سكريات وكافيين) أو ما يستعاض عنه في النظام الغذائي (الأطعمة الغنية بالفيتامين والمعادن).
مما يثير القلق أيضًا أن بعض المشروبات الوظيفية تحتوى على عناصر لم يتم قياسها بما يكفى وتقيمي فوائدها الصحية وسلامتها والجرعة المطلوبة منها. وفي نفس الوقت يحتوى الكثير من المشروبات الوظيفية على مستويات عالية من عنصر معين، مثل الكافيين والذي يرتبط عند تناوله بشكل كبير بأمراض القلب والسرطان.